# Línea 23 (EMT Valencia)
La línea 23 Creu Coberta - Platges de EMT Valencia es una de las cuatro líneas especiales a las playas, y que solo funciona en periodo estival (horario de verano).

## Recorrido hasta 2012
| Dirección Platges | Dirección Creu Coberta |
| ----------------- | ---------------------- |
|                   |                        |

## Historia
La línea 23 fue creada en el verano del 2001, concretamente el 9 de junio, para conectar el barrio de Nazaret con el Paseo Marítimo, con un único autobús, que a diferencia del resto de las líneas tenía una frecuencia de 45 minutos. En verano de 2010 amplía el recorrido, de Nazaret, a la Ciutat de les Ciències, Malilla y Creu Coberta, ampliando el número de autobuses y modificando la denominación de la línea, con una frecuencia de 30 minutos.

## Series asignadas
|                    | 2001 | 2002 | 2003 | 2004 | 2005 | 2006 | 2007 | 2008 | 2009 | 2010 | 2011      | 2012      |
| ------------------ | ---- | ---- | ---- | ---- | ---- | ---- | ---- | ---- | ---- | ---- | --------- | --------- |
| CANTIDAD AUTOBUSES | 1    | 1    | 1    | 1    | 1    | 1    | 1    | 1    | 1    | 4    | 4         | 4         |
| SERIE              | 4000 | 4000 | 4000 | 4000 | 4000 | 5100 | 5300 | 5300 | 5300 | 5100 | 5100/9200 | 7000/9200 |